# Rein Kolpa
Rein Kolpa (Maasland, 11 oktober 1963) is een Nederlandse klassieke tenor en (musical)acteur.

## Levensloop
Kolpa studeerde aan het Sweelinck Conservatorium in Amsterdam en is in 1992 afgestudeerd als klassiek solozanger (tenor). Zijn liefde voor musical was tijdens zijn eindexamen al te zien, toen hij onder andere de balkonscène uit de West Side Story van Bernstein zong.
Na twee jaar in de operastudio van de Keulse Opera te hebben gezongen, ging hij weer terug naar Nederland, waar hij in verschillende opera's en operettes zong bij De Nationale Reisopera, Opera Zuid, de Hoofdstad Operette, Opera in Ahoy en de Vlaamse Opera. Met Marco Bakker (bariton) verzorgde hij drie jaar de "Wien Bleibt Wien"-tournee door Nederland en België. 
Nadat hij in 1995 zijn eerste musicalrol (Freddy) in My Fair Lady had gezongen, had Kolpa nog vele andere rollen in musicalproducties. Naast zijn theaterwerkzaamheden bouwde hij veel oratoriumrepertoire op en heeft hij vrijwel alle grote oratoria op zijn repertoirelijst staan.
Kolpa zette in samenwerking met Jacques Senf het Nederlands Operette Theater op en zong in haar eerste productie La Vie parisienne. Tevens is hij initiator en vakinhoudelijk verantwoordelijke van de Operette Theater Opleiding aan het Fontys Conservatorium in Tilburg.

## Carrière

### Musicals
- My Fair Lady (Freddy)
- Jekyll & Hyde (Utterson en alternate Jekyll/Hyde)
- Les Misérables (Marius) (België)
- 42nd Street (Billy Lawlor)
- Novomundo
- Sneeuwwitje (Prins)
- 3 Musketiers (Aramis)
- The Sound of Music (Kapitein von Trapp)
- Piaf (bijrol)
- Droomvlucht (Oberon)
- The Sound of Music (alternate Max Dettweiler, alternate Kapitein von Trapp)

### Operettes
- Viktoria und ihr Husar (Janczi)
- Wien Bleibt Wien-tournee
- Eine Nacht in Venedig (pappacoda)
- La Vie Parisienne (Braziliaan/Frick)
- Die Fledermaus (Eisenstein en Alfred)

### Opera's
- Le Nozze di Figaro (Basilio/Curzio)
- Die Zauberflöte (Monostatos)
- Don Giovanni (Don Ottavio)
- Idomeneo (Idamantes)
- La finta Giardiniera
- Parsifal (Knappe)
- Lohengrin (Brabantischer Herr)
- Billy Budd (Squeak)
- A Midsummernights Dream (Francis Flute)
- Tosca (Spoletta)
- Pagliacci (Beppe)
- Julietta (De Treinmachinist)
- Fall und Aufstieg der Stadt Mahagonny
- Der Rosenkavalier (Valzacchi)
- Ariadne auf Naxos (Tanzmeister/Brighella)
- Dido and Aneas (Sailor)
- L'Orfeo (herder)
- L'Incoronazione di Poppea (famigliare)
- Fidelio (Jacquino)
- Bestevaer (Cornelis Tromp)
- Saint Louis Blues
- Reinaert de Vos (Tibert de Kater)
- Life with an Idiot
- Il Mondo della Luna
- Die Feuersbrunst (Steckel)
- La Vera Costanza